# 山崎歩夢
山崎 歩夢（やまざき あゆむ、2005年3月25日 - ）は、競輪選手。福島県いわき市出身。日本競輪選手養成所（以下、養成所）第125期生。日本競輪選手会福島支部所属、ホームバンクはいわき平競輪場。師匠は実父の山崎芳仁（88期）。

## 来歴
父は現役の競輪選手で、GIタイトルを9回獲得、40代後半となってもS級1班に在籍するトップレーサー・山崎芳仁（88期）。父がいわき平競輪場を練習拠点としており、自身も福島県いわき市で生まれる。
5歳であった2011年3月11日に発生した東北地方太平洋沖地震（東日本大震災）の影響で、一家で一時的に沖縄県島尻郡与那原町に移住、それ以降は与那原中学校を卒業するまで同地で過ごした。
中学校卒業とともに生まれ故郷の福島県に戻ると同時に、父と同じく自転車競技をしたいという思いから高校は地元の平良工業高校に進学。中学までは特にスポーツ経験はなかったが、同校の自転車競技部に入部後は一気に頭角を現し、アジア選手権ジュニアケイリン1位、世界選手権ジュニアケイリン4位などの成績を残す。高校在学中にはフジテレビ系列で放送されていたテレビ番組「ミライ☆モンスター」にも出演している（2021年8月1日放送分）。
高校卒業間近の2023年1月19日、第125回養成所選手候補生入所試験に合格。
養成所在所中は第3回記録会でゴールデンキャップを獲得。ただ、卒業記念レースでは初戦で落車・棄権してしまい、以後の予選は2走とも欠場。最終的に在所中の競走訓練成績は、12勝で22位。
2024年5月24日、函館FII（競輪ルーキーシリーズ）第12レースでデビューし、デビュー戦で初勝利を挙げる。初優勝は次戦である6月2日の松山FII（同）。ただ、本格デビュー戦となった7月7日の地元・いわき平FIIではいきなり初日に先頭誘導員追い抜きで失格となり即あっせん保留、そしてのち8月から10月までの3か月間のあっせん停止処分（実質的に4か月近くのあっせん停止）を受ける。復帰戦となった、11月10日の四日市記念で行われた企画レース「競輪ルーキーシリーズ プラス」にて優勝。
2025年に入ってからは負けなしで2月17日の別府FIIにて3場所連続完全優勝を果たし、翌18日付けでA級2班に特別昇班。さらに特別昇班後のA級1・2班戦でも9連勝して、4月24日の取手FIにて3場所連続優勝。チャレンジ戦から数えて18連勝で、一気にS級2班に特別昇級を果たした。その活躍が認められ、同年8月の第68回オールスター競輪（函館）では選考委員会による推薦枠で出場が決まり（選考順位第135位）、父・芳仁とGI親子同時出場を果たした。親子同時GI大会出場は、2010年の第53回オールスター競輪（いわき平）での坂本勉・坂本貴史親子以来、15年ぶり2組目の快挙。また、初日の第5レース（一次予選）にてGI初出走し初勝利を挙げた（準々決勝B敗退）。